# Amphisbatis
Amphisbatis is een geslacht van vlinders van de familie Zaksikkelmotten (Lypusidae).

## Soorten
- A. incongruella

Inktmot (Stainton, 1849)